# Mai Nakamura
Mai Nakamura (n. 16 iulie 1979, Niigata, Japonia) este o înotătoare japoneză, medaliată olimpică. A participat la 2 ediții ale Jocurilor Olimpice (1996, 2000) în care a câștigat o medalie de argint și o medalie de bronz.